# Kalkoven Winthagen

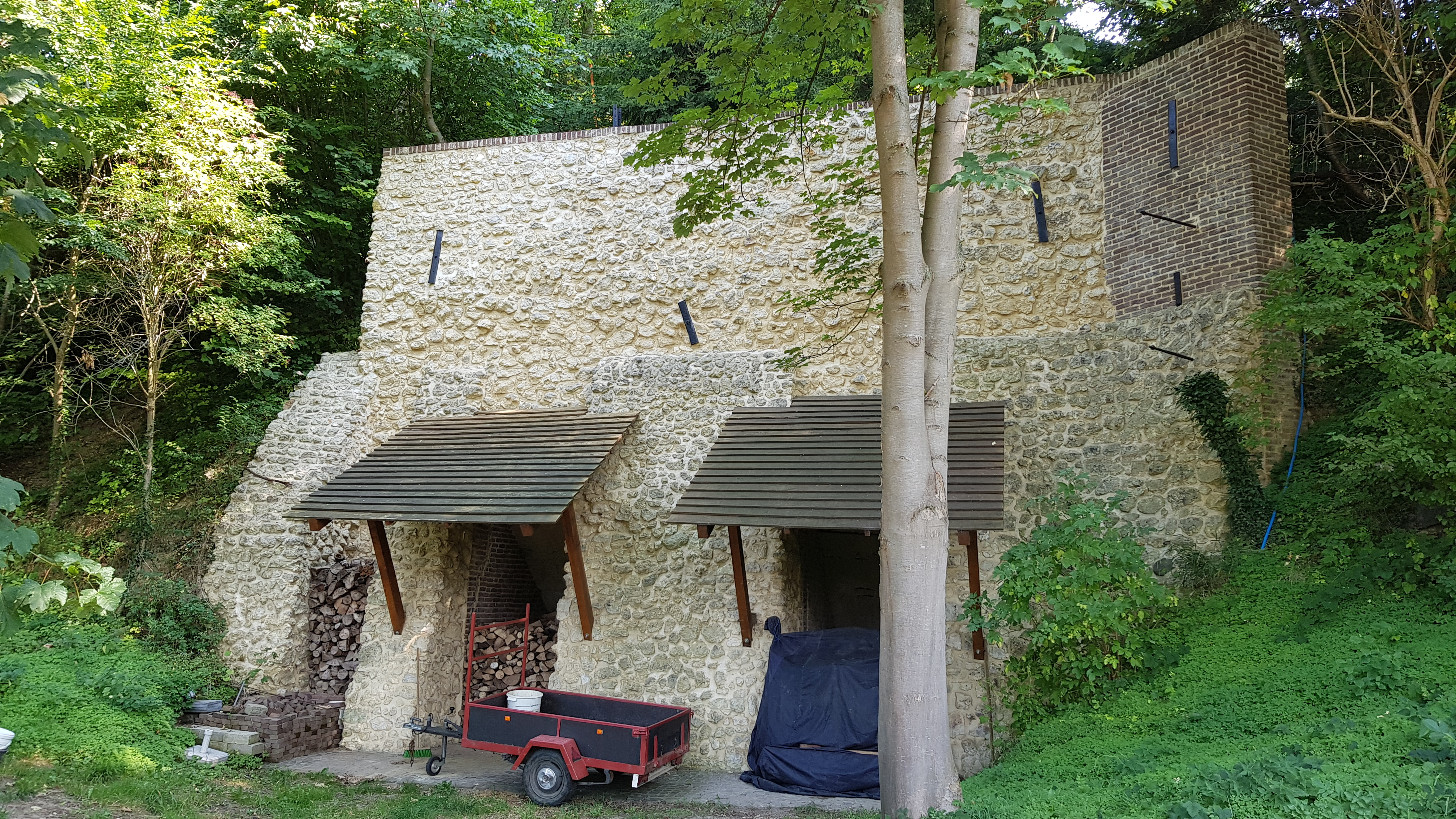
Kalkoven Winthagen

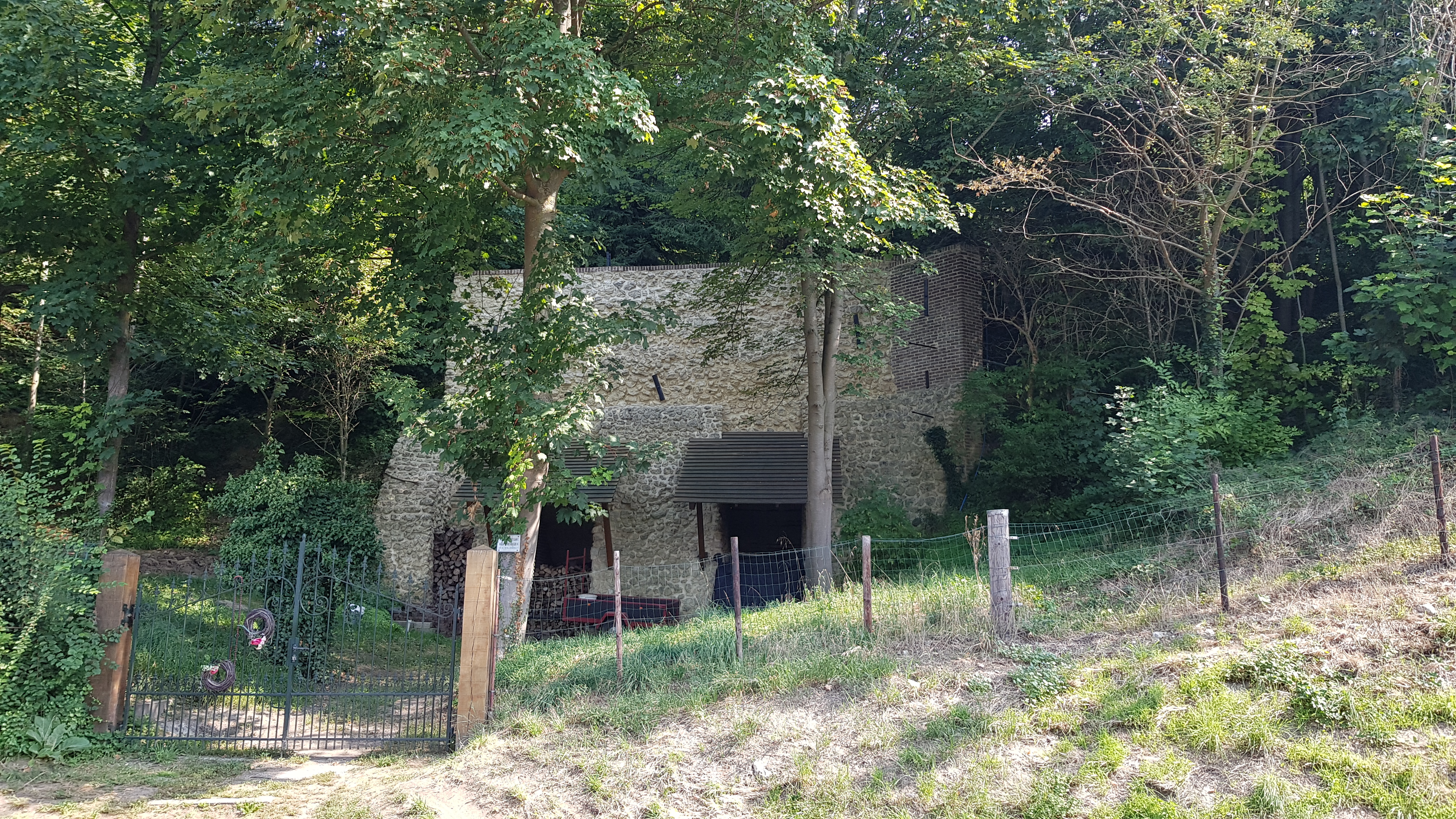

De Kalkoven Winthagen is een kalkoven in Nederlands Zuid-Limburg in de gemeente Voerendaal. Het bouwwerk staat aan de oostzijde van het dorp Winthagen en ligt binnen het rijksbeschermd gezicht Winthagen.
Aan de weg waaraan deze kalkoven gelegen hebben er vroeger zes kalkovens gestaan, allen in hetzelfde dal van Winthagen.

## Geschiedenis
In 1945-1946 werd de kalkbranderij door H. Egbers gebouwd, waarbij het gebouw qua vormgeving breekt met de vorm van andere ovens.
In 1948 werd de kalkbranderij alweer stopgezet, omdat de ovens maar matig functioneerden. De vergunning die tot in 1949 liep werd niet meer verlengd.

## Kalkoven
De kalkoven heeft twee ovenmonden.
Achter de kalkoven bevond zich de kalksteengroeve.